# Pleurothallis transparens
Pleurothallis transparens är en orkidéart som beskrevs av Rudolf Schlechter. Pleurothallis transparens ingår i släktet Pleurothallis och familjen orkidéer. Inga underarter finns listade i Catalogue of Life.